# Manta (Ekwador)
Manta – miasto w zachodnim Ekwadorze, nad Oceanem Spokojnym, położone w prowincji Manabí. Około 200 tys. mieszkańców.
Miasto ucierpiało wskutek trzęsienia ziemi w roku 2016.
W mieście rozwinął się przemysł rybny oraz drzewny.

## Miasta partnerskie
- Long Beach, Stany Zjednoczone
- Władywostok, Rosja